# Marian Huxley
Marian Huxley, también conocida como Marian Collier o Marion Collier (Londres, 1859 – Suresnes, 19 de noviembre de 1895) fue una pintora británica prerrafaelita del siglo XIX.

## Trayectoria
Nació y vivió en Londres, siendo la segunda hija del científico y naturalista británico, Thomas Henry Huxley. Estudió en la Slade School of Fine Art de Londres y su trabajo fue reconocido por el artista Alphonse Legros. En 1879, Huxley se casó con el escritor y pintor de retratos británico, John Collier, también egresado de la Slade School of Fine Art. La pareja se mudó a Chelsea Embankment, donde abrieron su estudio de pintura. El 28 de abril de 1880, la Grosvenor Gallery, describió a Huxley como "una bacante brillante y traviesa en traje del siglo XIX".
Huxley exhibió en la Royal Academy of Arts tres de sus pinturas, entre 1880 y 1884. De las pinturas más reconocidas de la pareja, destacan los retratos que se hicieron mutuamente y que luego fueron expuestos por ambos en la Grosvenor Gallery. En 1883, Huxley exhibió en esta galería, An Artist at Work, un retrato de su marido pintando el retrato de Huxley en su estudio, con sus pinceles en la mano y uno entre los dientes, junto a otras seis obras suyas.
Huxley y Collier se convirtieron en padres en 1884, cuando nació su hija única Joyce Collier, quien también se convertirá en pintora miniaturista. Este mismo año, Huxley exhibió un retrato de su hermana Nettie y una pintura de temática neoclásica que mostraba a dos figuras femeninas, obra que fue comprada por Arthur Lewis.
Por esa época su condición psicológica ya era grave, debido probablemente a una depresión posparto, y en 1887 fue examinada por el neurólogo Jean-Martin Charcot, quien le diagnóstico histeria nerviosa. Huxley viajó con su marido y dos enfermeras a Francia, donde murió repentinamente a la edad de 27 años, de neumonía, el 19 de noviembre de 1895, en Suresnes, probablemente en la clínica psiquiátrica del doctor francés, Valentin Magnan. Luego del fallecimiento de Huxley, su viudo Collier, se casó con su hermana menor, Ethel Huxley.

## Obra
La obra al óleo de Huxley retrata a mujeres realizando actividades cotidianas. Algunas de sus pinturas y dibujos representan a niñas y mujeres que se reúnen y posan en áticos y buhardillas, mostrando poses psicológicas que evocan al mundo interior del retratado. Sus retratos de varones científicos, historiadores o exploradores, están por lo general hechos a lápiz. Sus pinturas se han clasificado dentro del estilo prerrafaelita, y se relacionan con la cultura de la época victoriana. 
Los bocetos de retratos de su padre Thomas Henry Huxley y Charles Darwin se exhiben en la colección de la National Portrait Gallery de Londres. Esta misma institución, adquirió en 1943, dos de los bocetos de retratos de Huxley, uno del historiador irlandés William Edward Hartpole Lecky, y otra del explorador y traductor de Las mil y una noche, Richard Francis Burton, que forman parte de su colección.
No se tiene certeza de la cantidad de obras que realizó debido a su temprana muerte.

## Galería

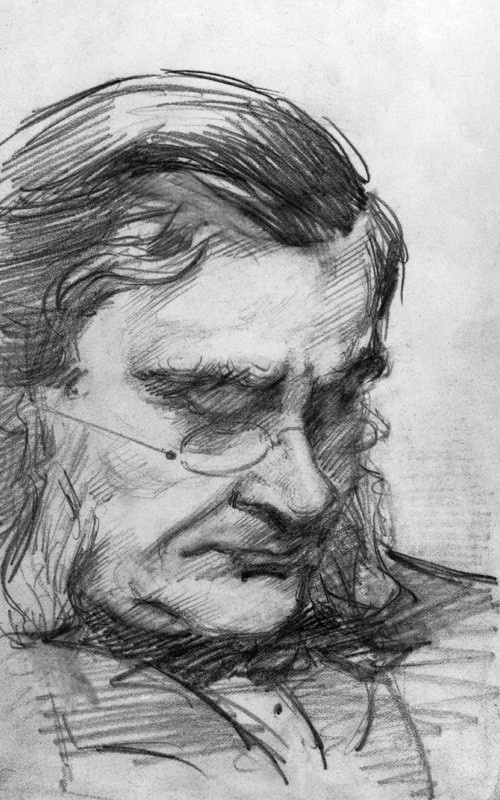
Retrato de Thomas Henry Huxley (1880 -1885)